# Michał Sopoćko
Michał Sopoćko (Nowosady, 1º novembre 1888 – Białystok, 15 febbraio 1975) è stato un presbitero cattolico polacco.
Fu professore di teologia pastorale nella Università Stefan Batory a Vilnius, Lituania. Beatificato nel 2008 da papa Benedetto XVI, è maggiormente noto per essere stato il direttore spirituale di santa Faustina Kowalska e un apostolo della Divina Misericordia.

## Biografia
Nato Michał Sopoćko nel 1888 a Nowosady (località conosciuta anche come Juszewszczyzna), vicino a Valožyn, tra Vilnius e Minsk. Entra nel Seminario San Giuseppe di Vilnius nel 1910, riceve l'Ordine Sacro nel 1914. Sacerdote a Vilnius (1914–1918), poi cappellano nell'Esercito di Polonia a Warsaw e Vilnius durante la prima guerra mondiale. Dopo aver ottenuto il suo dottorato in teologia nel 1926 diviene direttore spirituale al seminario di Vilnius, e nel 1928 professore di teologia pastorale nella Università Stefan Batory (ora nota come Università di Vilnius).

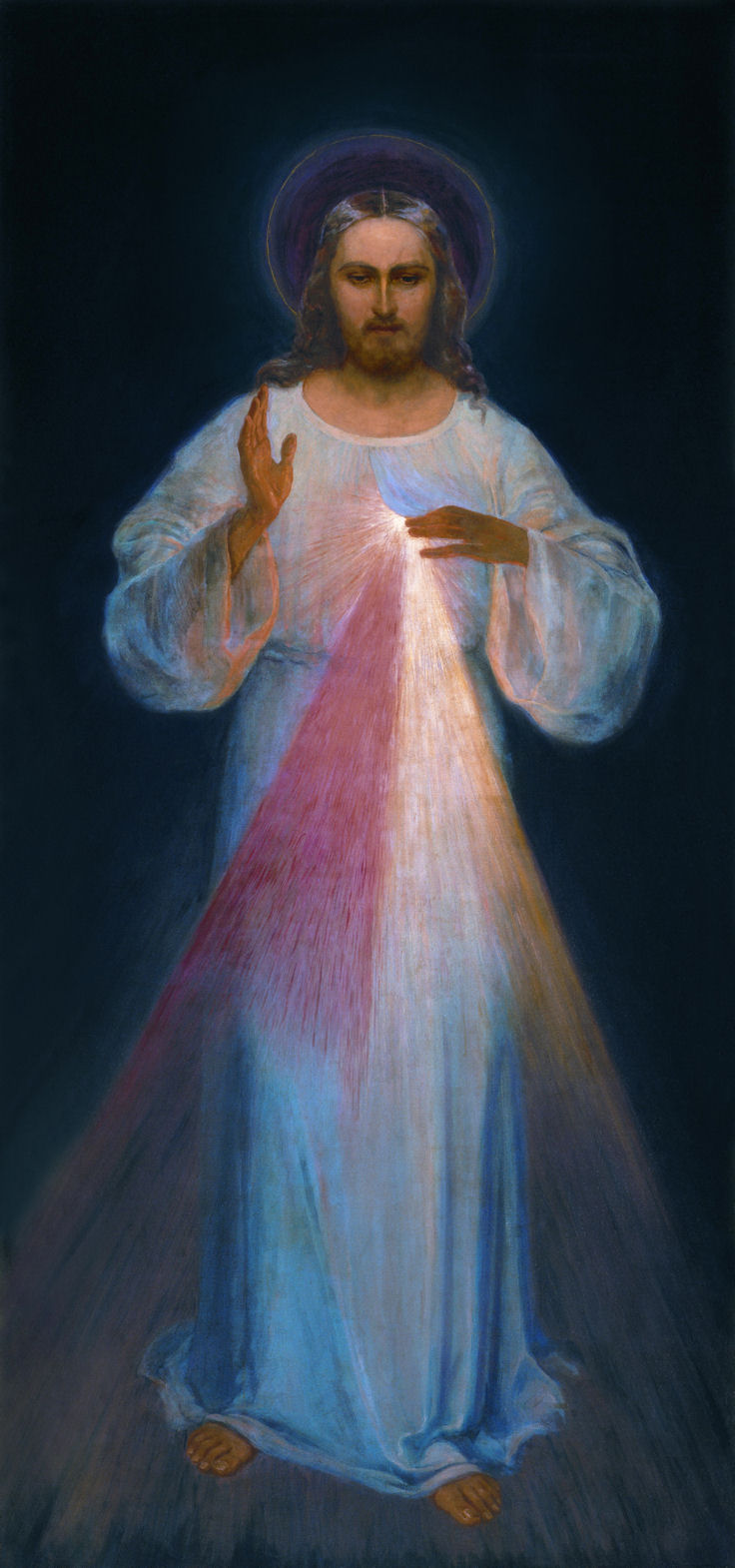
Gesù misericordioso dipinto da Kazimirowski.

Sostenne la devozione di Faustina Kowalska alla Divina Misericordia e lei, nel suo diario, parla spesso della sua opera. Dal 1931 Faustina cercava, senza successo, di trovare chi dipingesse l'immagine della Divina Misericordia, fin quando don Sopoćko divenne il suo confessore nel 1933. Ella stessa descrive nel suo Diario di aver conosciuto don Sopoćko in una rivelazione privata:
(Suor Faustina Kowalska)
Nel gennaio 1934, don Sopoćko parla con il pittore prof. Eugeniusz Kazimirowski per dipingere l'immagine:
(Don Michał Sopoćko)

### L'impegno per l'approvazione della devozione
Venerdì 26 aprile 1935 don Sopoćko recita il primo sermone sulla Divina Misericordia, a cui è presente anche Suor Faustina. La prima Santa Messa durante la quale l'immagine della Divina Misericordia viene mostrata ha luogo il 28 aprile 1935, la seconda domenica dopo Pasqua. Don Sopoćko ottenne il permesso di mostrare l'immagine nella chiesa Porta dell'Aurora a Vilnius nel celebrare la Messa quella domenica.
Nell'estate del 1936, don Sopoćko scrive il primo opuscolo sulla devozione alla Divina Misericordia ed ottiene l'imprimatur dell'Arcivescovo Jalbrzykowski. L'opuscolo aveva l'immagine della Divina Misericordia in copertina.
Suor Faustina scriverà più volte di don Sopoćko  nel suo Diario, anche nel contesto di varie rivelazioni private:
(Gesù a Suor Faustina Kowalska)

### La nuova Congregazione
Nel 1942, durante la seconda guerra mondiale, don Sopoćko e altri professori e studenti dovettero nascondersi vicino a Vilnius per circa due anni. Tuttavia egli adopera questo tempo per stabilire una nuova congregazione religiosa basata sulla devozione alla Divina Misericordia secondo le indicazioni di suor Faustina. Dopo la guerra, don Sopoćko scrisse la costituzione per la congregazione ed aiutò a formare la Congregazione delle Suore di Gesù Misericordioso.
Don Sopoćko scriverà varie lettere alle postulanti, nelle quali farà anche menzione dell'importanza della devozione alla Divina Misericordia:

### Le difficoltà e la morte

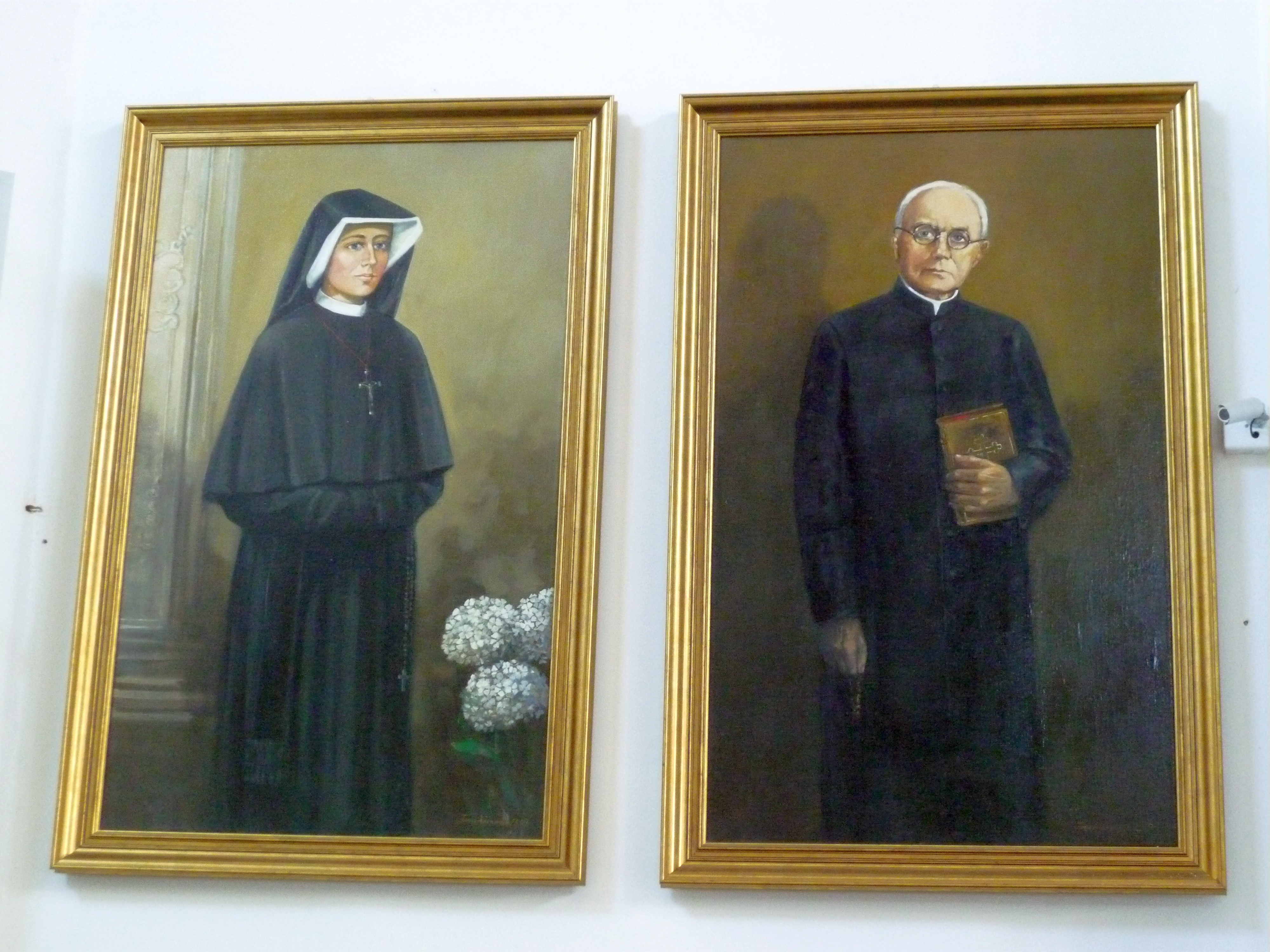
Dipinti di suor Faustina e don Sopoćko

Nel suo Diario, in data 8 febbraio 1935, suor Faustina scrisse che la devozione alla Divina Misericordia sarebbe stata sospesa per un tempo dopo la sua morte, ma che sarebbe stata accettata ancora, anche se don Sopoćko avrebbe sofferto molto per essa. Lo stesso don Sopoćko aveva parlato a suor Faustina tempo prima delle sofferenze che ella stessa avrebbe avuto per portare avanti la devozione:
Nel 1959 il Vaticano proibì la devozione alla Divina Misericordia e riprese don Sopoćko severamente. Tuttavia, nel 1965 Karol Wojtyła, allora arcivescovo di Cracovia e poi papa Giovanni Paolo II, aprì una nuova indagine, e nel 1968 inviò nuovi documenti. Questo risultò nell'annullamento della proibizione nel 1978.
Don Sopoćko rimase professore di teologia pastorale alla Università di Vilnius ed al seminario di Białystok fino al 1962. La sua vita terrena finì il 15 febbraio 1975 a Białystok, dove fu sepolto. Nel 1988 le sue spoglie vennero trasferite nella chiesa della Divina Misericordia a Białostoczek.

## Culto
Il processo di beatificazione ebbe inizio in Vaticano nel 1987. Nel 2004, papa Giovanni Paolo II emette il decreto sulle virtù eroiche di don Sopoćko. Nel dicembre 2007, papa Benedetto XVI approva un miracolo avvenuto per sua intercessione. La beatificazione solenne avviene la domenica 28 settembre 2008, nel Santuario della Divina Misericordia a Białystok.